# Powiat Nakielski
Der Powiat Nakielski ist ein Powiat (Kreis) in der polnischen Woiwodschaft Kujawien-Pommern. Der Powiat hat eine Fläche von 1120,48 km², auf der etwa 87.000 Einwohner leben.

## Gemeinden
Der Powiat umfasst fünf Gemeinden, davon vier Stadt-und-Land-Gemeinden und eine Landgemeinde.

### Stadt-und-Land-Gemeinden
- Kcynia (Exin)
- Mrocza (Mrotschen)
- Nakło nad Notecią (Nakel)
- Szubin (Schubin)

### Landgemeinde
- Sadki (Sadke)